# Белый павлин
Белый павлин (Pavo cristatus mut. alba) — мутация обыкновенного павлина. Белый павлин не является отдельным видом или подвидом. Обыкновенный павлин относится к отряду курообразных, семейству фазановых.

## Описание

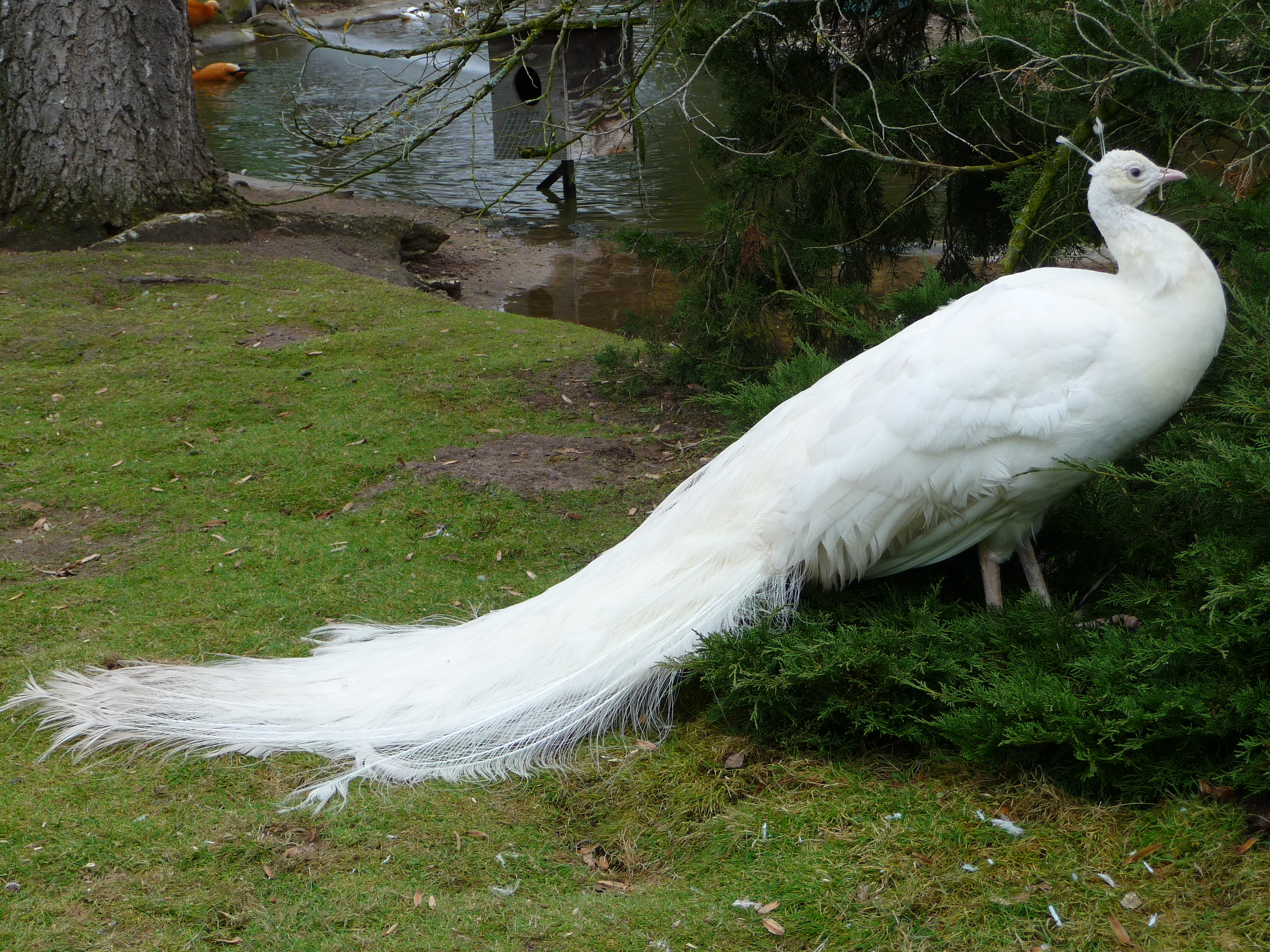
Самец

Белый павлин — большая и стройная птица. Характерным признаком самца является сильное развитие верхних кроющих перьев, ошибочно принимаемых за хвост. Большой «хвост» на самом деле — перья надхвостья, сам же хвост состоит из невзрачных серых перьев. Длина тела птицы составляет 100—125 см, хвоста 40—50 см, удлинённых, украшенных «глазками» перьев надхвостья — 120—160 см. Самец весит 4—4,25 кг. Самец живёт с группой из 3—5 самок. Половой зрелости достигает в 2—3 года. Сезон размножения — с апреля по сентябрь. Кладёт прямо на землю 4—10 яиц, в неволе делает до трёх кладок в год. Период инкубации яиц — 28 дней. Молодой самец от одного года до 1,5 лет носит наряд, аналогичный наряду самки, а типичные взрослые перья вполне развиваются у него лишь в возрасте трёх лет. Продолжительность жизни — около 20 лет.
Белые павлины — чаще всего проявление мутации лейкизм, намного реже альбинизм, так как особи-альбиносы часто имеют слабое здоровье, в отличие от лейкистов.

## Распространение
Мутация в виде белого павлина часто встречается в природных условиях и в неволе, прекрасно поддаваясь одомашниванию. Родиной птицы являются страны Азии: Индия, Пакистан, Непал, Таиланд, Вьетнам, Китай. Они водятся в лесистой, кустарниковой и озерной зонах, на территориях, обрабатываемых человеком, в горах. Павлина можно встретить на высоте 2 000 м над уровнем моря. Птицы обожают селиться около водоемов и на склонах гор, где есть деревья и трава, и можно укрыться от врагов.

## Размножение и питание
Птенцы появляются на свет, покрытые жёлтым пушком, и только через два года способны достигнуть репродуктивного возраста. Размножение происходит между самкой и самцом этого вида, хотя в заповедниках или зоопарках могут практиковать внутривидовое скрещивание, чтобы получить разнообразное оперение.
Чтобы размножаться, павлин должен найти 4—5 самок и создать семью. Спаривание обычно начинается в апреле и длится до самого сентября. Самец способен за один раз оплодотворить до десяти самок, но для этого нужно выиграть брачные игры. Как и у других птиц, за одну самку могут бороться два самца, и если самка кого-то из них пометила, тогда он должен отвернуться от партнерши, маскируя свой пышный хвост. Потом начинается акт сближения и оплодотворения. За один раз каждая самка способна принести от 4 до 10 яиц, которые она откладывает на землю. Птенцы начинают вылупляться уже через 29 дней. В неволе павлин белый размножается не так продуктивно, как в природе. Обычно кладка состоит из 2 или 3 яиц, что в три раза меньше, чем в естественной среде. В вольерах взрослые особи не могут жить с другими птицами, могут их убить, превратив в собственный корм.